# Subi Besar
Subi Besar is een bestuurslaag in het regentschap Natuna van de provincie Riau-archipel, Indonesië. Subi Besar telt 283 inwoners (volkstelling 2010).